# 劉祖廸
劉祖廸（英語：Finn Lau Cho-dik，1993年10月25日—），網名我要攬炒，別名攬炒巴，是LIHKG討論區的一名會員，以提出攬炒戰略和建立名為的團隊聞名。2020年10月5日他在網上公佈自己的真實身份，並以團隊發起人身分，表示分拆「攬炒團隊」（Hong Kong Liberty）及「Stand with Hong Kong」團隊；並繼續帶領前者。兩個團隊自此各自獨立運作。
因涉嫌違反《港區國安法》目前被警方國安處發出通緝令通緝中。

## 人物簡介
劉祖廸本為一名測量師，自稱沒有無任何政治、政黨聯繫、背景，「只是一名好熱愛香港的普通人」。大學畢業後他在香港工作兩年多，考獲測量師執照，之後到新加坡工作，再到英國倫敦大學學院修讀碩士課程。在2019年反對逃犯條例修訂草案運動期間，劉祖廸在LIHKG討論區上以網名「我要攬炒」發文並提出攬炒戰略等而聞名。

## 事件經過

### 提出戰略
2019年6月9日，即《逃犯條例修訂草案》二讀前三日，當時身在英國倫敦的劉祖廸，在LIHKG討論區上以網名「我要攬炒」發文並提出攬炒戰略。「我要攬炒」在LIHKG討論區呼籲網民向外國政府要求取消政府官員和親中派人士的外國護照。「我要攬炒」指香港不少高官及親中派議員及其家人都擁有外國護照，使他們作出決策時容易忽略政策對香港的後果，提出取消他們的外國護照是為了使他們推行《逃犯條例》修訂草案時有所顧忌。自此「攬炒」一詞成為示威者的慣常用語，不少網民亦經常在LIHKG討論區引用《飢餓遊戲》中的對白「If we burn, you burn with us.」回覆「我要攬炒」，該對白亦成為反對逃犯條例修訂草案運動中示威者常用的口號。

### 形成團隊
「我要攬炒」的行動引起不少LIHKG討論區用戶的支持，「我要攬炒」逐透過Telegram招募志同道合的網民形成團隊以籌劃各種活動，團隊中具有不同專業的人士。2019年6月20日，《金融時報》刊登「我要攬炒」團隊一篇題為「Leaderless Hong Kong movement thrives on open use of technology」的文章，文章提到香港的年輕人以科技去鼓勵更多人參與政治，亦有助香港本土的聲音傳向國際，惟網上版的文章後來因筆名並非真實姓名而下架，修改筆名後文章於6月下旬才得以重新上架。
2019年7月，「我要攬炒」團隊發起眾籌在英國各大報章雜誌及街頭廣告牌刊登廣告，包括《衛報》、《倫敦標準晚報》、《旁觀者》和《新政治家》等，指控中共政權違反《中英聯合聲明》。同年8月，「我要攬炒」團隊再次與「G20團隊」合作發起眾籌於日本、南韓、美國、加拿大、西班牙、德國、法國、瑞典及丹麥等多個國家的報章刊登廣告，以「揭露香港政府如何不擇手段鎮壓異見人士」。「我要攬炒」亦曾去信聯合國和國際特赦組織，指控香港警方於2019年6月12日香港佔領行動的行動違反國際人權公約，更要求歐盟對香港實施武器禁運。
2019年8月，「我要攬炒」團隊與大專學界共同發起英美港盟主權在民集會集會，促請英國關注中國違反《中英聯合聲明》和要求英國和美國通過《香港民主及人權法案》以制裁侵害香港自治權利的官員。集會中播出「我要攬炒」的錄音，呼籲示威者堅持「無大台」的示威方式。
《香港人權與民主法案》於2019年11月通過後，「我要攬炒」聯同香港大專學界國際事務代表團製作了一份制裁名單報告，報告列出了逾140名政府官員、警方高層及親中派人士的言論及行為，指控他們侵犯人權，當中包括林鄭月娥、李家超、鄧炳強和何君堯等人，更遊說多國取消香港獨立關稅區地位。
2019年12月，劉祖廸由英國返回香港。
2020年1月1日，他在參與2020年香港元旦大遊行一度被警方拘捕，但在扣留48小時後被釋放，之後在同月離開香港前往英國。
2020年1月19日，「我要攬炒」團隊與劉頴匡合作，於全球至少15個城市同日發起「天下制裁大遊行」「我要攬炒」團隊成員亦曾於日本舉辦討論會，展示香港警方所使用的催淚彈殼和橡膠子彈，以爭取日本訂立《香港人權法案》。
2020年5月，「我要攬炒」提議成立「國民區議會」，在國際社會製造輿論向香港政府施壓。他更呼籲示威者與外國城市締結「姊妹城市」，提升香港民意的國際地位。2020年5月，「我要攬炒」團隊再次提出175萬美元的眾籌計劃，在多國展開遊說活動及登報反駁香港政府的宣傳。該團隊強調團隊成員並無收取酬勞，款項會全數用於「相關交通、登報、宣傳品製作」等用途。

### 倫敦街頭受襲
2020年6月2日，劉祖迪在英國倫敦街頭被三人跟蹤，之後被三人圍毆，導致頭、眼流血，頭部受傷一度流血不止，右眼眼骨爆裂。他表示早在2020年4月時，已聽聞中共用100萬收買他的命。

### 身分被公開
2020年8月10日，李宇軒和李宗澤涉嫌《港區國安法》被捕，罪名為勾結外國或者境外勢力危害國家安全，李宇軒另被指涉嫌洗黑錢。《無綫新聞》則引述消息指，兩人涉嫌負責網上「我要攬炒」團隊的運作，兩人或曾經接受資助。警方指出，香港有人運作組織「要求外國或部分國際組織制裁香港」。其後，攬炒團隊在Telegram頻道表示，李宇軒和李宗澤是去年以個人名義支援「國際監選團」，批評並質疑《國安法》「又話無追溯期？」團隊又說，「亂拉義士、報館」都不會令他們退縮，只會加強反擊。「又屈人洗黑錢？想凍結香港人反擊嘅資金？唔好意思，我地嘅資金長期妥善放喺外國銀行」（又想誣蔑他人清洗黑錢？想凍結香港人反擊的資金？抱歉，我們的資金長期妥善地存於外國銀行）。團隊最後表示「太陽，如常升起！我地會記住任何手足嘅付出、犧牲，繼續抗爭，直至重光。」
2020年8月11日，香港警方再通緝劉祖廸，據《香港01》、《now新聞》和東網報導，劉祖廸為「我要攬炒」本人，他於2020年1月已抵達英國，與羅冠聰及鄭文傑互相合作。
2020年10月5日，連登會員「攬炒巴」在LIHKG討論區及 YouTube 上公佈其真實身分為劉祖廸，為2020年香港元旦大遊行其中一名被捕人士，與早前多間媒體的報導吻合。劉並表示分拆「攬炒團隊」（Hong Kong Liberty）與「Stand with Hong Kong」團隊；同時提出四大光復主軸繼續帶領前者，其一是成為各大地下抗爭組織、前線後勤以至外國政府、議員之間的中間人；其二是完善攬炒論述，游說國際圍堵中共政權，撼動共產黨統治根基；其三是推動在聯合國、G7集團等國際下的香港自治，並推動英國將《中英聯合聲明》交由海牙法庭審理及仲裁；最後是聯同國際盟友推動真正「民族自決」作為基本人權。他將會正式接觸有小聯合國之稱的UNPO（無代表國家和民族組織）。
2021年1月5日， 劉祖廸在香港連登論壇，透露自己曾經在英國倫敦受過三名男子襲擊，劉氏也上貼頭部受襲後流血的照片、醫療證明等。
2021年4月18日， 劉祖廸公佈他已正式辭職，「告別測量師的生涯」，計劃「未來1-2年全心投入光復」，希望在三大範疇：（1）國際倡議、(2）國際動員與傳承及（3）發展香港民族實業，帶來改變。

### 被通緝
2023年7月3日，劉祖廸、郭榮鏗、袁弓夷、任建峰、郭鳳儀、許智峯、蒙兆達及羅冠聰等八名流亡海外的香港民主派人士被香港警務處國家安全處各悬赏100万港币通缉。案情指劉祖廸在海外勾結海外的反華政客和組織，透過社交平台、新聞媒體等平台建立「攬炒團隊」，請求外國對中國和香港特別行政區進行制裁。相關行為涉嫌干犯《港區國安法》第29條勾結外國或者境外勢力危害國家安全罪。

## 評價
- 梁文道於《蘋果日報》刊登一篇題為《結局之路由此開始》的文章，批評「我要攬炒」主張的攬炒策略不切實際，認為他並沒有考慮革命後的結果。梁文道亦認為特朗普的態度反覆，「我要攬炒」不應把賭注全押在美國身上。梁更批評示威者低估了中國政府為保持政權穩定所願意付出的代價[38]。「我要攬炒」回應指攬炒並不等於玉石俱焚，而是要求香港政府高官及親中派議員為自己的行為付出代價，以及在香港失去國際金融中心的價值前運用剩餘價值奮力一搏[39][40]。
- 陳茂波於網誌表示於香港經濟環境轉差時提倡攬炒的人士不負責任，會對香港經濟復甦造成障礙[41]。
- 李怡讚揚「我要攬炒」的講話「猶如迷霧裏的號角聲」，提出的一些意見具建設性[42]。
- 鮑渤認為「我要攬炒」是一個具備組織動員能力的文宣團隊，他的文章更成為激進示威者的行動綱領[43]。

## 外部連結
- Fight for Freedom. Stand with Hong Kong.的官方網站（页面存档备份，存于）
- Fight for Freedom. Stand with Hong Kong.的Facebook専頁（页面存档备份，存于）
- Fight for Freedom. Stand with Hong Kong.的Twitter賬戶（页面存档备份，存于）
- Fight for Freedom. Stand with Hong Kong.的YouTube頻道（页面存档备份，存于）
- 我要攬炒在LIHKG的用戶頁 （页面存档备份，存于）
- 劉祖廸的Instagram帳戶
- 劉祖廸的Facebook專頁
- 劉祖廸的X（前Twitter）